# 夜の主役
『夜の主役』（よるのしゅやく）は、1968年（昭和43年）7月30日から1969年（昭和44年）1月21日まで、日本テレビの火曜日21:30 - 22:26枠で放送されたテレビドラマ。全26話。

## 内容
原作は邦光史郎の小説『地下銀行 夜の主役』。社会に潜む悪を追及したサスペンスドラマ。元弁護士の尾形修二が主人公として活躍する。
伊東法律事務所の弁護士・尾形は、大東商事の轟社長と会談を済ませた伊東弁護士を乗せて箱根へ向かったが、その途中の事故で伊東が死んだ。尾形はこれで重過失致死罪に問われ、弁護士の資格を剥奪され、恋人だった伊東の娘・しのぶとの結婚も断念した。しかしこの事故は仕組まれたもので、尾形は罠に掛けられた形であったことがわかる･･･。その裁判の帰り、尾形は「事件屋」と称する大野木に「いつでも力になる」と声をかけられた。その後、伊東の妻・加代が毒殺され、尾形に殺人の容疑がかかるが、尾形はその真犯人を探し出そうと躍起になる。
企業を裏で操る地下銀行の冷酷非情、そして企業戦争から生じる孤独と恐怖に襲われる尾形の様子と活躍などを描いた。

## キャスト
- 尾形修二：天知茂
- 北川（大東産業）：佐藤慶
- 大野木：藤岡琢也
- 伊東弁護士：清水将夫
- 伊東加代：三宅邦子
- 伊東しのぶ：北林早苗
- 轟泰成（大東商事社長）：内田朝雄
- 牧村香織 (轟の秘書): 應蘭芳
- 安西：渡辺文雄
- 石原恭助（石原コンツェルン会長）：河野秋武
- 花井: 美川陽一郎
- 広岡: 天田俊明
- 佐伯: 久米明
- 佐山（刑事）: 今井健二
- 高山: 梅津栄

## スタッフ
- プロデューサー：春日千春
- 原作：邦光史郎『地下銀行 夜の主役』
- 脚本：サブタイトル参照
- 監督：サブタイトル参照
- 制作：大映テレビ室、日本テレビ

## 主題歌
『夜に賭ける』 歌：天知茂 （作詞：天知茂、作曲：丸山明宏　大映レコード）
- 挿入歌：『夜が呼んでいる』 歌：天知茂 （作詞：邦光史郎、作曲：伊達政男　大映レコード）

## サブタイトル
| 話数 | 放送日         | サブタイトル       | 脚本                | 監督     | ゲスト                                                                |
| ---- | -------------- | ------------------ | ------------------- | -------- | --------------------------------------------------------------------- |
| 1    | 1968年 7月30日 | 狙ったのは誰だ     | 宮川一郎            | 鈴木敏郎 | 仁木多鶴子、瀬良明                                                    |
| 2    | 8月6日         | 助手席の女         | 宮川一郎            | 柳田博美 | 富士真奈美、寺田農                                                    |
| 3    | 8月13日        | 消えた三億六千万円 | 宮川一郎            | 鈴木敏郎 | 渡辺文雄、稲垣美穂子、伊沢一郎、国景子、幸田宗丸                      |
| 4    | 8月20日        | 殺意の背景         | 宮川一郎            | 鈴木敏郎 | 渡辺文雄、稲垣美穂子、柳永二郎、須藤健、長谷川待子                    |
| 5    | 8月27日        | あの日は終った     | 佐々木守            | 柳田博美 | 岩本多代、田口計、山本耕一                                            |
| 6    | 9月3日         | 青い夏の終り       | 佐々木守            | 鈴木敏郎 | 桜井浩子、朝倉宏二、中山克己                                          |
| 7    | 9月10日        | 復讐の森           | 宮川一郎            | 富本壮吉 | 藤村志保、奥野匡                                                      |
| 8    | 9月17日        | 聖女狩り           | 佐々木守            | 鈴木敏郎 | 田島和子、北原義郎、夏木章                                            |
| 9    | 9月24日        | 死神の棲む街       | 佐々木守            | 白井更生 | 松岡きっこ、穂積隆信、河原崎建三                                      |
| 10   | 10月1日        | 暗い掟の女         | 白井更生            | 鈴木敏郎 | 八木昌子、蜷川幸雄、早川雄三                                          |
| 11   | 10月8日        | にんげん市場       | 佐々木守            | 白井更生 | 渚まゆみ、殿山泰司、丹羽又三郎                                        |
| 12   | 10月15日       | 三人の侵入者       | 宮川一郎            | 宮下泰彦 | 佐藤友美、川合伸旺、山本麟一、土屋靖雄、 目黒幸子、天草四郎、早川雄三 |
| 13   | 10月22日       | 夜と昼の死角       | 佐々木守            | 鈴木敏郎 | ホキ徳田、谷口朱里、白石奈緒美、早川雄三、今村原兵                    |
| 14   | 10月29日       | 美しき鬼           | 佐々木守            | 白井更生 | 野際陽子、保科三良、蜷川幸雄                                          |
| 15   | 11月5日        | 幻のペンダント     | 佐々木守            | 宮下泰彦 | 弓恵子、小林トシ子、袋正、宮口二郎                                    |
| 16   | 11月12日       | 追いつめた果てに   | 石松愛弘 野口賀津雄 | 阿部毅   | 国景子、金内吉男、高木均、夏木章                                      |
| 17   | 11月19日       | 謎を信じるのは誰だ | 白井更生            | 鈴木敏郎 | 小畠絹子、真山知子、谷謙一                                            |
| 18   | 11月26日       | 泥の海に消えた     | 宮川一郎            | 鈴木敏郎 | 新井茂子、戸浦六宏、菅貫太郎、横森久、幸田宗丸、夏木章                |
| 19   | 12月3日        | 冬の慟哭           | 佐々木守            | 宮下泰彦 | 桜井啓子、南寿美子、陶隆、宮口二郎                                    |
| 20   | 12月10日       | 燃えるペンダント   | 佐々木守            | 黒田義之 | 稲野和子、三津田健、川辺久造                                          |
| 21   | 12月17日       | 影はうごめく       | 佐々木守            | 柳田博美 | 岸久美子、溝口舜亮                                                    |
| 22   | 12月24日       | バラは血の色       | 佐々木守            | 鈴木敏郎 | 原知佐子、柴田佳子、柳永二郎、中村敦夫                                |
| 23   | 12月31日       | 凍てついた春       | 佐々木守            | 鈴木敏郎 | 山東昭子、柳川慶子、深山ゆり、高橋正夫                                |
| 24   | 1969年 1月7日  | 情無用の片道切符   | 佐々木守            | 村瀬行光 | 岸本教子、高橋長英、見明凡太朗、舟橋元                                |
| 25   | 1月14日        | 花の虚像           | 佐々木守            | 宮下泰彦 | 伊沢一郎、石原祐利子、目黒幸子                                        |
| 26   | 1月21日        | 真夜中のララバイ   | 佐々木守            | 宮下泰彦 | 伊沢一郎                                                              |

## ネット局
特記の無い限り全て放送時間は火曜 21:30 - 22:26、同時ネット。
- 日本テレビ（制作局）
- 札幌テレビ：土曜 22:30 - 23:26[1]
- 青森放送[2]
- 秋田放送[2]
- 山形放送[3]
- 福島テレビ：水曜 16:00 - 16:55（1969年8月時点）[4]
- 北日本放送[5]
- 福井放送[5]
- 山梨放送[6]
- 名古屋テレビ[7]
- よみうりテレビ[8]
- 日本海テレビ[9]
- 西日本放送[10]
- 広島テレビ：日曜 16:00 - 16:56[10]
- 山口放送[11]
- 四国放送[12]
- 南海放送[11]
- 高知放送[11]
- RKB毎日放送：火曜 23:20 - 0:16

## DVD
2019年1月に、全話を収録したDVDが発売される。